# He Zhuoqiang
He Zhuoqiang (chiń. 何灼强; ur. 12 stycznia 1967 w Nanhai) – chiński sztangista, wicemistrz olimpijski i dwukrotny wicemistrz świata.
Na igrzyskach olimpijskich w Barcelonie w 1992 roku zdobył brązowy medal w wadze muszej. W zawodach tych wyrpzedzili go jedynie Bułgar Sewdalin Marinow oraz Chun Byung-kwan z Korei Południowej. Do jego osiągnięć należą również dwa srebrne medale wywalczone na mistrzostwach świata w Ostrawie (1987) i rozgrywanych dwa lata później mistrzostwach świata w Atenach (1989). Ma w swoim dorobku również dwa złote medale igrzysk azjatyckich, zdobytych w latach 1986 i 1990.
Ustanowił 8 rekordów świata.